# NGC 7346
NGC 7346 este o galaxie situată în constelația Pegas. A fost descoperită în 7 august 1864 de către Albert Marth.